# Église Saint-Pierre de Besanceuil
L'église Saint-Pierre de Besanceuil est une église catholique située à Bonnay, dans le département de Saône-et-Loire, en France.

## Protection
Cette église romane date du XIe siècle et fait l’objet d’une inscription au titre des monuments historiques en 1950.  

## Description
Église romane du XIe siècle au porche en charpente.

## Culte
Cet édifice consacré du diocèse d'Autun est implanté sur le territoire de la commune de Bonnay, village appartenant à la paroisse Saint-Augustin en Nord-Clunisois (siège à Ameugny).